# 林研海

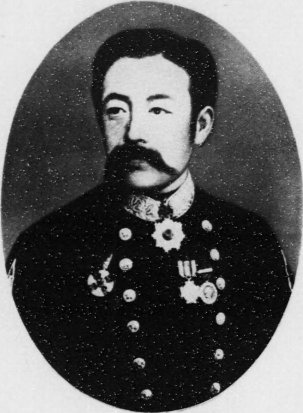
林研海

林 研海（はやし けんかい、弘化元年6月16日（1844年7月30日） - 1882年（明治15年）8月30日）は、幕末期の医学者、明治期の軍医。陸軍軍医総監。幼名・紀太郎、別名・紀（つな）。

## 人物
江戸で幕府御典医林洞海の長男として生まれる。長崎で蘭学を学び、さらに文久2年（1862年）には伊東玄伯と共に、榎本武揚ら幕府派遣のオランダ留学生に随行して直接オランダで医学を学んだ。榎本ら海軍留学生らとは約1年9ヶ月遅れて、明治元年（1868年）12月に帰国したが、江戸幕府が既に崩壊してしまっていたため、明治政府に出仕。後に陸軍軍医総監となり、軍医本部長に就任する。明治15年、有栖川宮熾仁親王に従ってロシアへ向けて出立するも、途中のフランスのパリで急病死した。腎臓炎だったと言う。享年39。

## 親族
子息・林若樹は、医学の道に進まなかったが、いわゆる江戸学の開拓者として知られ、三田村鳶魚・三村竹清と並んで、江戸通の三大人と呼ばれた。なお、慶応3年（1867年）に研海の妹・多津が榎本武揚と結婚している。また、赤松則良の妻・貞と図師民喜の妻・佐用も研海の妹であり、何礼之の養子・武と西周の養子・紳六郎は研海の弟である。父・洞海の養子となった林董は母方の叔父にあたる。妹・貞と赤松の娘・登志子は森鴎外の最初の妻である。